# Charles W. Walton

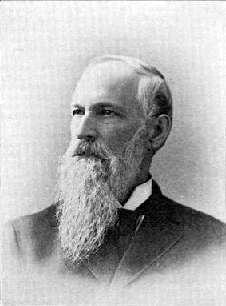
Charles W. Walton

Charles Wesley Walton (* 9. Dezember 1819 in Mexico, Massachusetts; † 24. Januar 1900 in Portland, Maine) war ein US-amerikanischer Jurist und Politiker. Zwischen 1861 und 1862 vertrat er den Bundesstaat Maine im US-Repräsentantenhaus.

## Werdegang
Charles Walton wurde 1819 in dem Ort Mexico geboren, der damals noch zu Massachusetts gehörte und im folgenden Jahr an den neu geschaffenen Staat Maine fiel. Er genoss eine private Ausbildung und besuchte zusätzlich noch die öffentlichen Schulen seiner Heimat. Nach einem anschließenden Jurastudium und seiner 1841 erfolgten Zulassung als Rechtsanwalt begann er in seiner Heimatgemeinde in diesem Beruf zu arbeiten. Bald darauf praktizierte er auch in dem Ort Dixfield. Zwischen 1847 und 1851 war Walton Bezirksanwalt im Oxford County. Im Jahr 1855 verlegte er seinen Wohnsitz und seine Kanzlei nach Auburn. Danach war er von 1857 bis 1860 Bezirksstaatsanwalt im Androscoggin County.
Politisch war Walton Mitglied der Republikanischen Partei. Bei den Kongresswahlen des Jahres 1860 wurde er im zweiten Wahlbezirk von Maine in das US-Repräsentantenhaus in Washington, D.C. gewählt. Dort trat er am 4. März 1861 die Nachfolge von John J. Perry an. Walton übte sein Mandat aber nur bis zum 26. Mai 1862 aus. An diesem Tag trat er zurück, um ein Richteramt in Maine zu übernehmen. Seine Zeit im Kongress war von den Ereignissen des Bürgerkrieges überschattet. Waltons Sitz blieb bis zum 1. Dezember 1862 vakant. Erst dann trat der zu seinem Nachfolger gewählte Thomas Fessenden sein Mandat an und beendete die bis zum 3. März 1863 laufende Amtszeit.
Von 1862 bis 1897 war Charles Walton beisitzender Richter am Obersten Gerichtshof von Maine. Danach zog er sich in den Ruhestand zurück. Er starb am 24. Januar 1900 in Portland; dort wurde er auch beigesetzt.